# برنجاسف کره‌ای
برنجاسف کره‌ای (نام علمی: Artemisia princeps) نام یک گونه از سرده درمنه است.